# Смолянка (Тернопольская область)
Смолянка (укр. Смолянка) — село в Великогаевской сельской общине Тернопольского района Тернопольской области Украины.
Население по переписи 2001 года составляло 315 человек. Почтовый индекс — 47744. Телефонный код — 352.